# ATC kód D11
ATC kód D11 Jiné dermatologické přípravky je hlavní terapeutická skupina anatomické skupiny D. Dermatologika.

## D11A Jiné dermatologické přípravky

### D11AF Přípravky pro léčbu bradavic a kuřích ok
D11AF Přípravky proti bradavicím

### D11AX Jiná dermatologika
D11AX01 Minoxidil k zevnímu užití
D11AX14 Tacrolimus
D11AX15 Pimekrolimus
D11AX22 Ivermektin

## Poznámka
- Registrované léčivé přípravky na území České republiky.
- Informační zdroj: Státní ústav pro kontrolu léčiv, Všeobecná zdravotní pojišťovna.